# Mario Mandžukić
Mario Mandžukić [ˈmandʒukitɕ] (* 21. Mai 1986 in Slavonski Brod, SR Kroatien, SFR Jugoslawien) ist ein ehemaliger kroatischer Fußballspieler und heutiger Fußballtrainer. Von 2007 bis 2018 spielte er für die kroatische Nationalmannschaft, mit der er bei der WM 2018 Vize-Weltmeister wurde. Seit November 2021 ist er einer der Co-Trainer der kroatischen Nationalmannschaft.

## Karriere als Spieler

### Vereine

#### Jugend und Aufstieg zum Profi in Kroatien

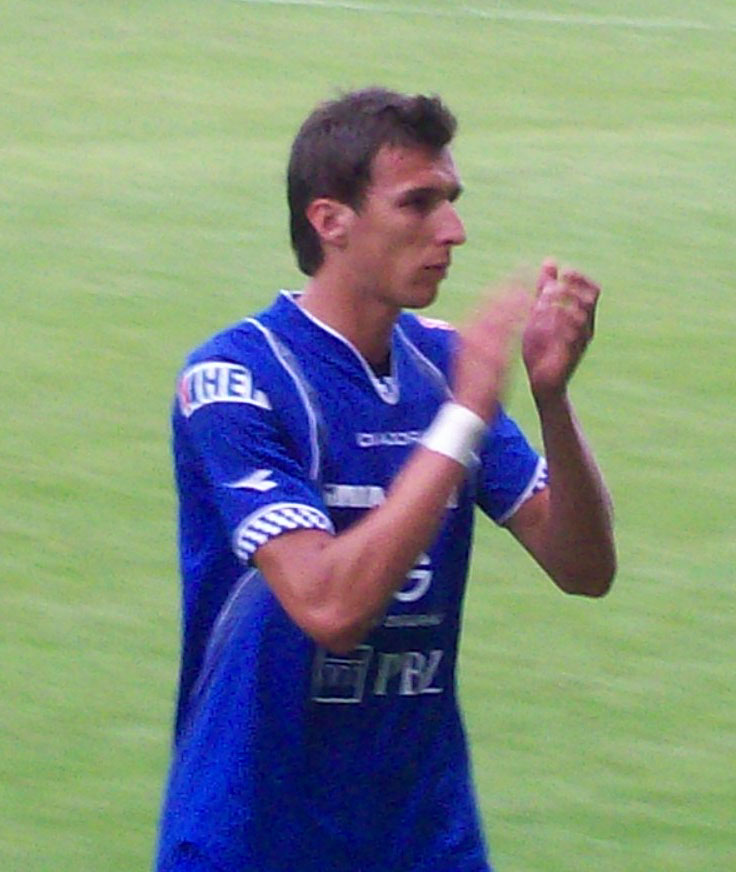
Mario Mandžukić im Trikot von Dinamo Zagreb (2008)

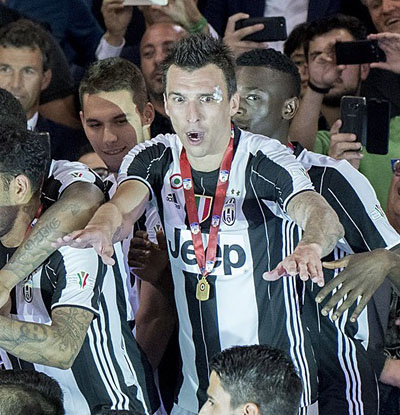
Mario Mandžukić im Trikot von Juventus Turin (2017)

Mandžukić kam 1992 als Flüchtlingskind aus dem kroatischen Slavonski Brod nach Ditzingen bei Stuttgart. Dort entwickelte er beim TSF Ditzingen seine fußballerischen Fähigkeiten. 1996 mussten er und seine Eltern Deutschland verlassen und nach Kroatien zurückkehren. Dort spielte Mandžukić in Slavonski Brod für den NK Marsonia Slavonski Brod, bis er für die Saison 2003/04 an den NK Željezničar Slavonski Brod ausgeliehen wurde. Danach spielte er ein weiteres Jahr für Marsonia und wechselte dann zum NK Zagreb, von wo aus er nach zwei Jahren zu Dinamo Zagreb weiterzog. Mit Dinamo wurde er 2008 kroatischer Meister und Pokalsieger. In der Saison 2007/08 und 2008/09 spielte er mit Dinamo im UEFA-Pokal. Dabei erzielte er am 4. Oktober 2007 in der Verlängerung beim Auswärtsspiel gegen Ajax Amsterdam zwei Tore und sicherte seinem Verein so den Einzug in die Gruppenphase.

#### VfL Wolfsburg
Im Juli 2010 wechselte Mandžukić für eine Ablösesumme von sieben Millionen Euro zum deutschen Bundesligisten VfL Wolfsburg. In der Hinrunde der Saison 2010/11 kam er als Einwechselspieler regelmäßig zum Einsatz. Das änderte sich nach dem Weggang des erfolgreichsten Stürmers Edin Džeko und einem Trainerwechsel nicht, sondern erst mit seinem ersten Bundesligator am 26. Spieltag gegen den 1. FC Nürnberg und dem zweiten Trainerwechsel zu Felix Magath. In seinen letzten sieben Saisoneinsätzen erzielte er acht Tore. Mit seinen beiden wichtigsten Toren drehte er am letzten Spieltag die Partie gegen die TSG 1899 Hoffenheim. Wolfsburg gewann und sicherte sich so den Ligaverbleib.

#### FC Bayern München
Im Juni 2012 wechselte Mandžukić zum FC Bayern München, bei dem er einen bis zum 30. Juni 2016 laufenden Vertrag unterschrieb. In seinem ersten Pflichtspiel, dem um den DFL-Supercup gegen Borussia Dortmund, erzielte er auch gleich sein erstes Tor. In der ersten Runde des DFB-Pokals gegen den SSV Jahn Regensburg steuerte er beim 4:0-Sieg zwei Tore bei. Sein erstes Bundesligator für die Bayern erzielte er am 25. August 2012 (1. Spieltag) beim 3:0-Sieg im Auswärtsspiel gegen die SpVgg Greuther Fürth mit dem Treffer zum 2:0. Im Dezember 2012 wurde Mandžukić zu Kroatiens Fußballer des Jahres gewählt.
Am 28. Spieltag gewann er seine erste Deutsche Meisterschaft. Es war die bisher früheste in der Bundesligahistorie. Am 25. Mai 2013 gewann er die Champions League. Im Finale erzielte er beim 2:1-Sieg gegen Borussia Dortmund die 1:0-Führung für den FC Bayern München in der 60. Minute. Am 1. Juni 2013 gewann er mit der Mannschaft auch das DFB-Pokal-Finale in Berlin mit 3:2 gegen den VfB Stuttgart. Somit gewann Mandžukić in seinem ersten Jahr mit dem FC Bayern München das Triple. Am 30. August 2013 gewann er dazu noch den UEFA Super Cup und die FIFA-Klub-Weltmeisterschaft 2013 in Marokko, für die sich der Verein als Sieger der Champions League qualifiziert hatte.
Am 25. März 2014 (27. Spieltag) stand Mandžukić mit dem FC Bayern München so früh wie keine Mannschaft zuvor rechnerisch als Deutscher Meister fest. Am 17. Mai 2014 gewann er mit dem DFB-Pokal im Finale gegen Borussia Dortmund das Double, stand allerdings nicht im Kader.

#### Atlético Madrid
Zur Saison 2014/15 wechselte Mandžukić zu Atlético Madrid und erhielt dort einen Vierjahresvertrag. Am 22. August 2014 gewann er mit Atlético durch einen 1:0-Sieg im Rückspiel (Hinspiel 1:1) gegen den Stadtrivalen Real Madrid den spanischen Supercup, wobei er in der 2. Minute den Siegtreffer erzielte. Sein Ligadebüt gab er am 25. August 2014 (1. Spieltag) beim torlosen Remis im Stadtderby bei Rayo Vallecano. Sein erstes Ligator erzielte er am 30. August 2014 (2. Spieltag) beim 2:1-Sieg im Heimspiel gegen SD Eibar mit dem Treffer zum 2:0 in der 25. Minute.

#### Juventus Turin
Zur Saison 2015/16 wechselte Mandžukić zum italienischen Erstligisten Juventus Turin, bei dem er einen bis zum 30. Juni 2019 gültigen Vertrag erhielt. Sein Pflichtspieldebüt krönte er am 8. August 2015 mit dem 1:0-Führungstor im Finale um den italienischen Supercup, das mit 2:0 gegen Lazio Rom gewonnen wurde.
Am 25. Mai 2017 wurde Mandžukićs Vertragslaufzeit in Turin vorzeitig um ein weiteres Jahr verlängert.
Der Kroate absolvierte 162 Pflichtspieleinsätze für Juve, in denen er 44 Tore und 18 Vorlagen beisteuern konnte. Darüber hinaus wurde er mit dem Verein viermal in Folge italienischer Landesmeister und gewann zweimal den nationalen Supercup. In der Saison 2016/17 erreichte Mandžukić mit Juventus Turin das Finale der Champions League. Er erzielte den zwischenzeitlichen 1:1-Ausgleich, trotzdem musste sich Juve Real Madrid letztlich mit 1:4 geschlagen geben. In der Saison 2019/20 wurde er trotz eines noch bis Juni 2021 gültigen Arbeitspapiers kein einziges Mal mehr berücksichtigt.

#### Al-Duhail SC
Mit Wirkung vom 1. Januar 2020 wechselte Mandžukić zum katarischen Erstligisten al-Duhail SC.
Am 5. Juli 2020 gab der Verein die einvernehmliche Auflösung des ursprünglich bis Sommer 2021 laufenden Vertrages bekannt.

#### AC Mailand
Am 19. Januar 2021 kehrte der vereinslose Mandžukić zurück nach Italien und unterschrieb bei der AC Mailand einen bis zum Ende der Saison 2020/21 gültigen Vertrag. Am 3. September 2021 gab er das Ende seiner aktiven Karriere bekannt.

### Nationalmannschaft

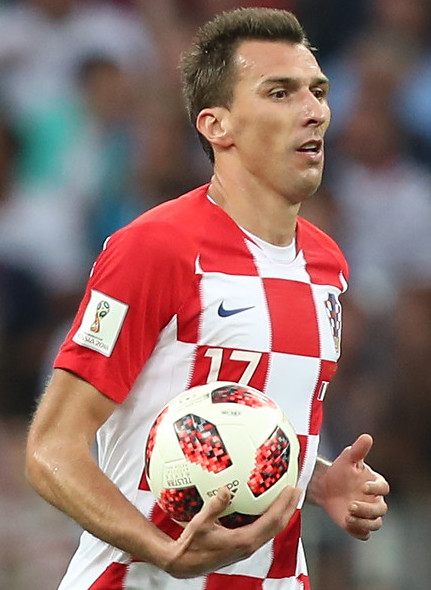
Mario Mandžukić nach dem erzielten Tor im WM-Finale in Russland 2018

Mandžukić absolvierte neun Spiele für die U-21-Nationalmannschaft, konnte sich allerdings mit ihr nicht für die Europameisterschaft 2009 qualifizieren.
Am 17. November 2007 bestritt er sein erstes Länderspiel für die A-Nationalmannschaft, die in Skopje mit 0:2 gegen die Auswahl Mazedoniens verlor. Am 10. September 2008 erzielte er im Spiel gegen die Auswahl Englands sein erstes Länderspieltor. In der Qualifikationsrunde zur Europameisterschaft 2012 erzielte er zwei Tore für Kroatien. 2012 nahm er mit der kroatischen Mannschaft an der Europameisterschaft in Polen und der Ukraine teil und gehörte neben Mario Gómez und Alan Dsagojew (Russland) mit drei Treffern zu den besten Torschützen der Vorrunde.
Bei der Weltmeisterschaft 2014 in Brasilien gehörte Mandžukić zum Kader der kroatischen Nationalmannschaft. Am 18. Juni 2014 erzielte er im zweiten Gruppenspiel gegen die Auswahl Kameruns zwei Tore und wurde zum Man of the Match gewählt; Kroatien schied dennoch nach der Gruppenphase aus dem Turnier aus.
Bei der Europameisterschaft 2016 in Frankreich wurde er in das kroatische Aufgebot aufgenommen. In den ersten beiden Partien gegen die Türkei und gegen Tschechien gehörte er zur Stammelf. Im letzten Gruppenspiel gegen Spanien kam er wie vier andere Stammspieler nicht zum Einsatz. Gegen Portugal im Achtelfinale wurde er kurz vor Ende der regulären Spielzeit ausgewechselt. In der Verlängerung verlor das Team dann das Spiel und schied aus.
Bei der Weltmeisterschaft 2018 in Russland zählte er zum Aufgebot der Kroaten. Im Achtelfinale gegen Dänemark erzielte er in der 4. Spielminute den Ausgleichstreffer; Nach einem 1:1-Unentschieden nach der Verlängerung setzte sich Kroatien im anschließenden Elfmeterschießen mit 3:2 durch. Im Halbfinale gegen England am 11. Juli 2018, das nach der regulären Spielzeit mit 1:1 endete, erzielte Mandžukić das Siegtor zum 2:1 und schoss damit die Kroaten erstmals in ein WM-Finale. Im Finale gegen Frankreich war er der erste Spieler, der jemals ein Eigentor in einem WM-Endspiel erzielte, als er den Freistoß von Antoine Griezmann unglücklich ins eigene Netz köpfte und Frankreich mit 1:0 führte. Später konnte er den zweiten Treffer für Kroatien erzielen, indem er einen Fehler vom französischen Torhüter Hugo Lloris ausnutzte, als das Spiel schließlich mit einer 2:4-Niederlage endete. Mit diesem Tor wurde Mandžukić der zweite Spieler in der WM-Geschichte, der in einem einzigen Spiel für beide Mannschaften traf (Nach Ernie Brandts) und der erste Spieler in einem Finale.
Am 14. August 2018 trat Mandžukić mit einem offenen Brief aus der Nationalmannschaft zurück.

## Karriere als Trainer
Im November 2021 stieg Mandžukić in das Trainerteam der kroatischen Nationalmannschaft ein und begann somit seine Karriere als Fußballtrainer. Zusammen mit den ehemaligen Nationalspielern Drazen Ladic, Ivica Olic und Vedran Corluka übernahm er die Rolle der Co-Trainer unter Nationaltrainer Zlatko Dalic. Bei der Weltmeisterschaft 2022 in Katar verlor Kroatien mit Co-Trainer Mandžukić nur das Halbfinale gegen den späteren Weltmeister Argentinien und konnte sich im Spiel um Platz 3 durch einen Sieg gegen Marokko den dritten Platz sichern.

## Kontroverse
Mandžukić geriet im Jahr 2012 in die Kritik, da er nach einem Tor salutierte. Seine Geste war den als Kriegsverbrechern angeklagten und in zweiter Instanz freigesprochenen Generälen Ante Gotovina und Mladen Markač gewidmet.

## Erfolge und Auszeichnungen

### Als Spieler
Nationalmannschaft
- Vize-Weltmeister: 2018

Juventus Turin
- Italienische Meisterschaft: 2015/16, 2016/17, 2017/18, 2018/19
- Italienischer Pokal: 2015/16, 2016/17, 2017/18
- Italienischer Supercup: 2015, 2018
- UEFA-Champions-League-Finalist 2016/17

Atlético Madrid
- Spanischer Superpokal: 2014

FC Bayern München
- FIFA-Klub-Weltmeisterschaft: 2013
- UEFA Champions League: 2012/13
- UEFA Super Cup: 2013
- Deutsche Meisterschaft: 2012/13, 2013/14
- DFB-Pokal: 2012/13, 2013/14
- DFL-Supercup: 2012

Dinamo Zagreb
- Kroatische Meisterschaft: 2007/08, 2008/09, 2009/10
- Kroatischer Pokal: 2007/08, 2008/09

#### Auszeichnungen
- Kroatiens Fußballer des Jahres: 2012, 2013
- HNL-Torschützenkönig: 2009
- Bester Spieler der kroatischen Liga: 2009
- Kroatiens Sportler des Jahres: 2013[21]
- Aufnahme in die VDV 11: 2012/13, 2013/14
- UEFA Goal of the Season: 2016/17[22]
- Fürst-Branimir-Orden mit Halsband: 2018[23]

### Als Trainer
Kroatische Nationalmannschaft
- Dritter Platz bei der Weltmeisterschaft 2022 (als Co-Trainer)